# Jekaterina Oertel
Jekaterina Oertel (russisch Екатерина Эртель; * 1966 in Leningrad, Sowjetunion) ist eine russische Maskenbildnerin und Filmregisseurin.

## Leben
Jekaterina Oertel wurde in Leningrad, im heutigen Sankt Petersburg, geboren. Sie wuchs in der DDR auf und studierte später an der Moskauer Film- und Theaterschule.
Oertel war als freiberufliche Maskenbildnerin an bisher mehr als 40 Film- und Fernsehprojekten beteiligt. Sie wirkte erstmals an dem DEFA-Märchenfilm Rapunzel oder Der Zauber der Tränen (1988) an der Maske mit. Nach der deutschen Wiedervereinigung arbeitete sie in den 1990er-Jahren mehrfach an Filmproduktionen von Detlev Buck (Wir können auch anders …, Männerpension, Liebe deine Nächste!, LiebesLuder) mit. Ebenfalls mehrfach engagiert wurde sie für Projekte von Carlo Rola (Der Solist – Kein Weg zurück, Sass, Die schöne Braut in Schwarz), Matti Geschonneck (Wer liebt, hat Recht, Duell in der Nacht) und Stephan Wagner (Der Solist – In eigener Sache, Nette Nachbarn küsst man nicht).
Ab Mitte der 2000er-Jahre wirkte Oertel als Maskenbildnerin auch an internationalen Kinoproduktionen mit, darunter Roland Emmerichs Abenteuerfilm 10.000 B.C. (2008), das Oscar-nominierte Historiendrama Ein russischer Sommer (2009) oder Bille Augusts Romanverfilmung Nachtzug nach Lissabon (2013). Gemeinsam mit Vincenzo Mastrantonio, Katia Sisto und Federico Laurenti wurde sie für ihre Arbeit an der Fernsehserie Die Borgias 2013 für einen Emmy nominiert.
Seit 2008 ist Oertel außerdem am umfangreichen Dau-Projekt von Ilja Chrschanowski beteiligt. Bei der Lebensgeschichte des sowjetischen Physik-Nobelpreisträgers Lew Landau (1908–1968), die zu einer großangelegten Simulation des totalitären Systems unter Josef Stalin avancierte, war sie sowohl für Make-up- und Frisuren als auch für die Schnittregie zuständig. Beim aus dem Dau-Projekt ausgekoppelten Film DAU. Natasha wurde Oertel als Koregisseurin neben Chrschanowski geführt und beide erhielten 2020 eine Einladung in den Wettbewerb der 70. Internationalen Filmfestspiele Berlin. Damit markiert DAU. Natasha ihr Debüt als Filmregisseurin.

## Filmografie

### Maskenbildnerin
- 1988: Rapunzel oder Der Zauber der Tränen
- 1989: Die ehrbaren Fünf
- 1990: Albert Einstein (Fernsehserie)
- 1993: Wir können auch anders …
- 1996: Männerpension
- 1996: Der Lober (Kurzfilm)
- 1997: Das Leben ist eine Baustelle
- 1998: Lola rennt
- 1998: Ufos über Waterlow (TV)
- 1998: Liebe deine Nächste!
- 1999: Ein Lied von Liebe und Tod – Gloomy Sunday
- 1999: Der Solist – Kein Weg zurück
- 2000: Das Teufelsweib
- 2000: LiebesLuder
- 2001: Sass
- 2001–2002: Rosa Roth (Fernsehreihe, 2 Folgen)
- 2002: Der Solist – In eigener Sache (TV)
- 2002: Fahr zur Hölle, Schwester! (TV)
- 2002: Wer liebt, hat Recht (TV)
- 2003: Herr Lehmann
- 2004: Erbsen auf halb 6
- 2004: Die schöne Braut in Schwarz
- 2005: Vom Suchen und Finden der Liebe
- 2005: Die Bluthochzeit
- 2005: Nomad – The Warrior (Nomad)
- 2005: Ein ganz gewöhnlicher Jude
- 2006: 8 × 45 (Fernsehserie, 1 Folge)
- 2006: Nette Nachbarn küsst man nicht (TV)
- 2006: Das Haus der schlafenden Schönen
- 2006: Wo ist Fred?
- 2007: Duell in der Nacht (TV)
- 2008: Im Meer der Lügen (TV)
- 2008: 10.000 B.C.
- 2008: Wir sind das Volk – Liebe kennt keine Grenzen (TV)
- 2009: Ein russischer Sommer (The Last Station)
- 2009: This Is Love
- 2010: Black Death
- 2011: Bloodrop 3D
- 2013: Nachtzug nach Lissabon
- 2013: Die Borgias (The Borgias, Fernsehserie)
- 2019: Dau (Дау)
- 2020: DAU. Natasha (ДАУ. Наташа)

### Regie
- 2020: DAU. Natasha (ДАУ. Наташа)

## Auszeichnungen
- 2013: Emmy-Nominierung für Die Borgias – Die Farbe des Verrats (Outstanding Makeup for a Single-Camera Series – Non-Prosthetic, gemeinsam mit Vincenzo Mastrantonio, Katia Sisto und Federico Laurenti)